# Luigi Birago di Borgaro
Luigi Renato Birago, conte di Borgaro dal 1783 (Torino, 7 marzo 1750 – Borgaro Torinese, 16 maggio 1821) è stato un nobile italiano, sindaco di Torino nel 1796.

## Biografia
Figlio di Ignazio Renato e di Caterina Verasis Asinari, fu paggio, capitano del reggimento provinciale di Nizza e maggiordomo di corte.
Sposò Francesca Alfieri, sorella del poeta Vittorio Alfieri,  figlia di Carlo Giacinto, conte di Magliano, e di Monica Maillard de Tournon, dalla quale ebbe otto figli, tra i quali Corrado Birago Alfieri, che fu capitano nelle Regie Guardie del Corpo di casa Savoia, e Gaetano Birago di Borgaro, che fece carriera militare negli ussari dell'esercito francese.
Nel 1794 partecipò alla fallita congiura giacobina contro Vittorio Amedeo III e venne per questo arrestato e detenuto nella Cittadella, ma fu successivamente riabilitato, tanto che nel 1796 fu sindaco di Torino insieme con Alessandro Sclopis di Salerano.
Nel 1815 fu nominato cavaliere dell'ordine Mauriziano.
Morì nel 1821.